# Polyrhachis mutata
Polyrhachis mutata is een mierensoort uit de onderfamilie van de schubmieren (Formicinae). De wetenschappelijke naam van de soort is voor het eerst geldig gepubliceerd in 1858 door Smith, F..